# 恵比寿半蔵
恵比寿 半蔵（えびす はんぞう）は、日本のノンフィクション作家である。
東京都出身。生年月日は非公開。早稲田大学第一文学部卒業。

## 人物
出版社や広告代理店などの仕事を経る。大手就職支援企業（就職情報会社）勤務の経験を活かし、就職ジャーナリスト、就職アドバイザーとしても活動。
また企業が採用戦略にもちいる、求人広告、採用広告評論家でもある。現在における大学生の就活＝就職活動（企業側からすれば採用活動）の在り方に、疑問を投げかけている。
自身の海外体験から、海外生活コンサルタントとしても活動し、関連本の編集業務に携わる。

## ブラック企業関連の活動
- ペンネームの恵比須半蔵で、『就職先はブラック企業―20人のサラリーマン残酷物語』ほかを著す。
- 『夕刊フジ』に『こんなはずじゃ…』を連載。
- 『ZAKZAK』に『“ブラック企業”従業員の告白』」を掲載。
- 光文社発行の写真週刊誌『FLASH』の「ブラック企業特集」の監修を務める。
- 読売テレビ（日本テレビ系列）の情報番組『情報ライブ ミヤネ屋』で、「ブラック企業特集」の監修を務める。
- J-WAVEの番組「Jam the WORLD」に出演し、「ブラック会社特集」の監修を務める。
- 扶桑社の『週刊SPA!』連載のブラック企業コミック『B定職～あんまりな仕事～』の原作を務める。
- インターFMの番組「神宮前センタービル」に出演し、採用や雇用につけ込む「新しいタイプのブラック企業」の啓発活動を行う。
- 就職情報会社がブラック企業から請負い、採用ウェブサイトや入社案内などの採用広告を意図的にイメージ補正して制作しており、その事実を知らずに採用広告をみた学生が騙され、就活に失敗するケースを指摘している。また、就職情報会社が一般的知られていない理由のひとつとして、就活マーケットを熟知し就活本を書いている就活評論家すらも、就職情報会社と仕事上のつきあり公表すると差し障りがあるため、その存在を口にしないためではないかと推察している[1]。

## 主な著作
- 『就職先はブラック企業―20人のサラリーマン残酷物語』 彩図社 2008年 ISBN 978-4883926718
- 『ブラック企業の真実』 彩図社 2009年 ISBN 978-4883926817
- 『就職先はブラック企業』 彩図社 2012年 ISBN 978-4883928477
- 『うちの会社ブラック企業ですかね？』 彩図社 2012年 ISBN 978-4883928699
- 『あらゆる就職情報は操作されている　～ブラック企業が仕掛ける就活のワナ～』 扶桑社 2012年 ISBN 978-4594067168